# オスカードリーム
オスカードリーム(Osker Dream)とは、大阪市住之江区にある複合ビルである。

## 概要

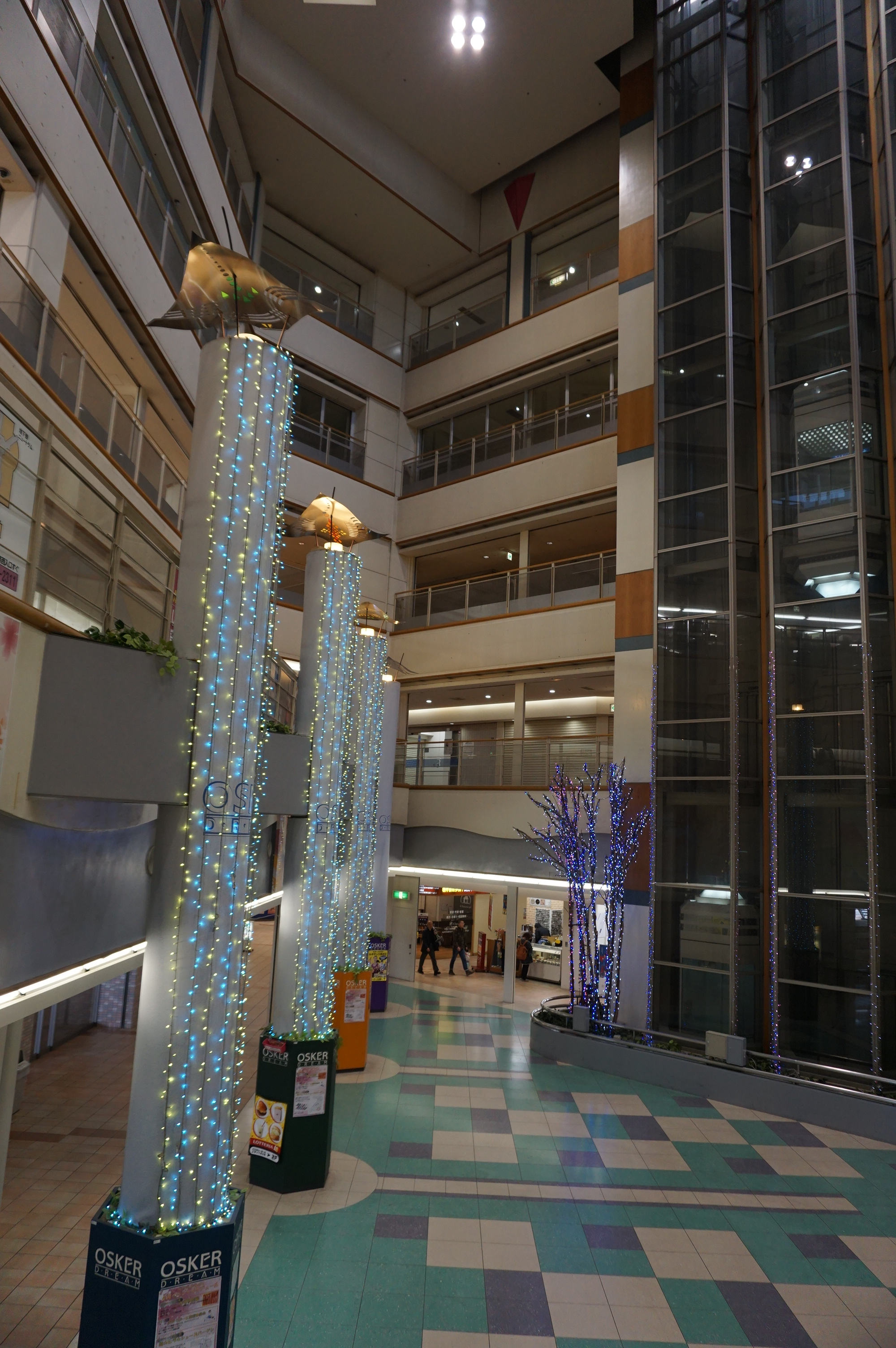
商業施設部分の吹き抜け空間

新なにわ筋（大阪府道29号大阪臨海線）と住之江通の交差する住之江競艇場向い側の住之江公園交差点の南西に位置する（交差点の角にある建物ではなく、道を隔てた一つ西の建物）。オスカードリームは、大阪市交通局の経営安定化を図るために、住之江車庫用地を有効利用し、また地域の活性化やまちづくりに寄与するために、土地信託方式で開発されてできた新しいターミナルタウンである。1995年（平成7年）3月23日に開業。高さ84m。
1階には店舗に隣接してバスターミナルが併設。また、大阪市高速電気軌道四つ橋線・ニュートラム南港ポートタウン線の住之江公園駅と連絡通路で結ばれている。物販や飲食店などのほか、多目的ホールもある。
1995年（平成7年）から住之江ホテル阪神が9～19階で営業していたが、2005年（平成17年）11月末に撤退した。その後、2007年（平成19年）7月25日にベストウエスタンホテルズが進出。「ベストウェスタン・ジョイテル大阪」として、代理店の日本都市ホテル開発が運営していたが、2016年（平成28年）3月に「大阪ジョイテルホテル」へリブランド。客室数は229室で、信託事業が終了する2021年まで賃貸契約を結んでいる。これにより、ビルの入居率が46%から80%に上がったが、4階はあまりテナントが埋まっていない状況である。ホテルは、2025年4月1日にリニューアル完了と同時に日本都市ホテル開発と同じサンフロンティア不動産グループであるサンフロンティアホテルマネジメント運営による「日和ホテル大阪住之江公園駅前」にリブランドされた。
2015年（平成27年）にオスカードリームと住之江第二用地は一般競争入札で、キンキエステートに12億9,510万円（税抜）で売却された。

## フロアマップ
- 9F～19F - ホテルゾーン（日和ホテル大阪住之江公園駅前）
- 8F - グルメ&パーティーゾーン
- 7F - スポーツゾーン（スポーツクラブ ルネサンス）
- 6F - スポーツゾーン（スポーツクラブ ルネサンス）
- 5F - カルチャー&オフィスゾーン
- 4F - GRAFFY HALL・グルメ&パーティーゾーン
- 3F - バラエティゾーン（ザ・ダイソーなど）・GRAFFY HALL
- 2F - カジュアル&アメニティゾーン（ロッテリアなど）
- 1F - デイリー&コモディティゾーン （ハニーズ、デイリーヤマザキなど）・バスターミナル

## バスターミナル（地下鉄住之江公園）
1Fに設けられており、大阪シティバスの路線が乗り入れる。隣接して大阪シティバス住之江営業所が設置されている。下記の各路線のうち、ユニバーサル・スタジオ・ジャパン行を除き大阪市営バス（大阪市交通局）から2018年4月1日に移管を受けたものである。
| のりば | 系統 | 行先                             | 経由地                                                             |
| ------ | ---- | -------------------------------- | ------------------------------------------------------------------ |
| 1      | 3    | 出戸バスターミナル               | 西住之江・地下鉄玉出・地下鉄西田辺・地下鉄平野・平野南口           |
| 1      | 25   | 住吉車庫前                       | 西住之江・地下鉄玉出・府立総合医療センター                         |
| 1      | 29   | なんば                           | 南津守・鶴見橋通・芦原橋駅前                                       |
| 1      | 76   | ドーム前千代崎                   | 南津守・大運橋通・大正区役所前                                     |
| 2      | 4    | 出戸バスターミナル               | 住之江区役所前・千躰・地下鉄長居・湯里六丁目・地下鉄喜連瓜破       |
| 2      | 15   | 南港南六丁目                     | 住之江区役所前・地下鉄玉出・フェリーターミナル駅前・かもめ大橋東詰 |
| 2      | 48   | あべの橋                         | 東加賀屋一丁目・地下鉄花園町・今池駅前                             |
| 3      | 49   | 平林駅前                         | 泉一丁目                                                           |
| 3      | 89   | 堺駅西口                         | 松屋・三宝                                                         |
| 3      | 無番 | ユニバーサル・スタジオ・ジャパン | （予約定員制、土日祝および春休み・GW・夏休み期間に運行）           |

このほか、オスカードリーム東側の住之江公園前交差点付近にも「地下鉄住之江公園」停留所があり、交差点北側（新なにわ筋北行）のりばから29・76号系統、交差点東側（住之江通東行、大阪護国神社鳥居前）のりばから4・15・15A・48号系統、交差点南側（新なにわ筋南行、家族亭前）のりばから3・25・89号系統が発車する。

## 周辺情報
- ドン・キホーテパウ住之江公園店
- 住之江公園
- 大阪護國神社
- 住之江競艇場
- トイザらス住之江公園店
- 住之江図書館

## 土地信託を巡る訴訟
オスカードリームは、2001年（平成13年）から、大阪市の所有地について30年間の信託期限で、みずほ信託銀行を受託者とする土地信託事業が行われ、大阪市には30年で約261億円の配当金が支払われる計画であった。しかし、実際にはオープン当初から赤字となり、配当がされることが一度もないまま、2006年（平成18年）に経営に行き詰まった。
そのため、みずほ信託銀行は、2006年（平成18年）12月に、大阪市交通局に対して借入金約275億円と遅延損害金等の支払いを求めた民事調停を、大阪地方裁判所に申し立てた。一方、大阪市交通局は、2007年3月に、みずほ信託銀行に対して支払われるはずであった配当金約36億円と遅延損害金の支払いを求めた民事調停を、大阪地方裁判所に申し立てた。両方の調停は併合され、調停の成立が試みられたものの、不調に終わった。
これを受け、双方が、2008年（平成20年）5月に、みずほ信託銀行を約276億4,750万円の支払を、大阪市が36億円の配当金の支払いをそれぞれ求め、大阪地方裁判所に訴訟を提起した。2011年（平成23年）12月9日に、同地裁は、銀行側の請求を認め、市の請求を棄却し、同市に対し全額を支払うよう命じる判決を言い渡した。